# Cephaloleia maxima
Cephaloleia maxima is een keversoort uit de familie bladkevers (Chrysomelidae). De wetenschappelijke naam van de soort werd in 1942 gepubliceerd door Uhmann.